# 237P/LINEAR
La comète LINEAR, officiellement 237P/LINEAR, est une comète périodique du système solaire, découverte le 14 mars 2003 par le programme LINEAR.